# Matti Airola
Mats Alexander (Matti Aleksanteri) Airola, tidigare Bruus, född 13 mars 1882 i Ruokolax, död 12 oktober 1939 i Leningrad oblast, var lantdagsledamot för Socialdemokraterna (SDP) 1906-1918, och inrikesdelegat för Finlands socialistiska arbetarrepublik 1918.

## Biografi

### Ungdom och arbetsliv
Airola började arbeta som tidningspojke i tioårsålden, och som lärare efter att ha tagit studenten 1902. Han var chefredaktör på Viborgstidningen Työ 1906-1911, redaktör på tidningen Raivaaja i Lahtis 1911-1912. Han var medlem av Lahtis socialdemokratiska kretsråd, och arbetade som advokat i staden 1912–1918. 

### Lantdagen och inbördeskriget
I Lantdagen representerade Airola först Viborgs läns västra valkrets 1908–1914 och sedan satt han för Tavastlands södra valkrets. Airola satt i fängelse för majestätsbrott mot tsaren 1912. Under finska inbördeskriget 1918 blev Airola som ledamot i folkdelegationen dess högkommissionär för inrikes frågor, eller inrikesminister, och tillhörde röda gardets generalstab. Efter nederlaget mot de vita och tyska styrkorna flydde Airola till Petrograd med sin fru Hilia och två pojkar, Eino (1907–1984) och Veikko.

### I Sovjetryssland
I Sovjetryssland arbetade han som lärare på det finskspråkiga seminaret i Gattjina från 1921. Airola blev sovjetisk medborgare 1927, och han var lärare i finska på Leningrads Teknikum 1929–1934. Under den stora utrensningen avlägsnades Airola från sin tjänst, en arresteringsorder auktoriserades av partiets stadskommitté den 7 mars 1938, och han arresterades av NKVD kort därpå.  Airola dömdes 15–16 juli 1939 till fem års fångläger. Han dog på fängelsesjukhuset i Leningrad oblast 12 oktober 1939. Matti Airola rehabiliterades 12 november 1957.